# منطقه ۵ پاریس
منطقه ۵ پاریس(به فرانسوی:  5e arrondissement de Paris)یکی از بیست منطقه پاریس، پایتخت فرانسه است. این منطقه با نام پانتئون (پاریس) نیز شناخته می‌شودو در ساحل سمت چپ رود سن قرار گرفته و یکی از مناطق مرکزی پایتخت است. این منطقه، به خاطر محله لاتن از مناطق قابل توجه پاریس است. در قرن دوازدهم دانشگاه سوربن در محله لاتن ساخته شد و از آن به بعد دانشگاه‌ها و کالج‌ها و دبیرستان‌های زیادی در این محله ساخته شد. منطقه ۵ پاریس از قدیمی‌تر نواحی پاریس است که به تاریخ باستان بازمی‌گردد.

## نقشه‌ها

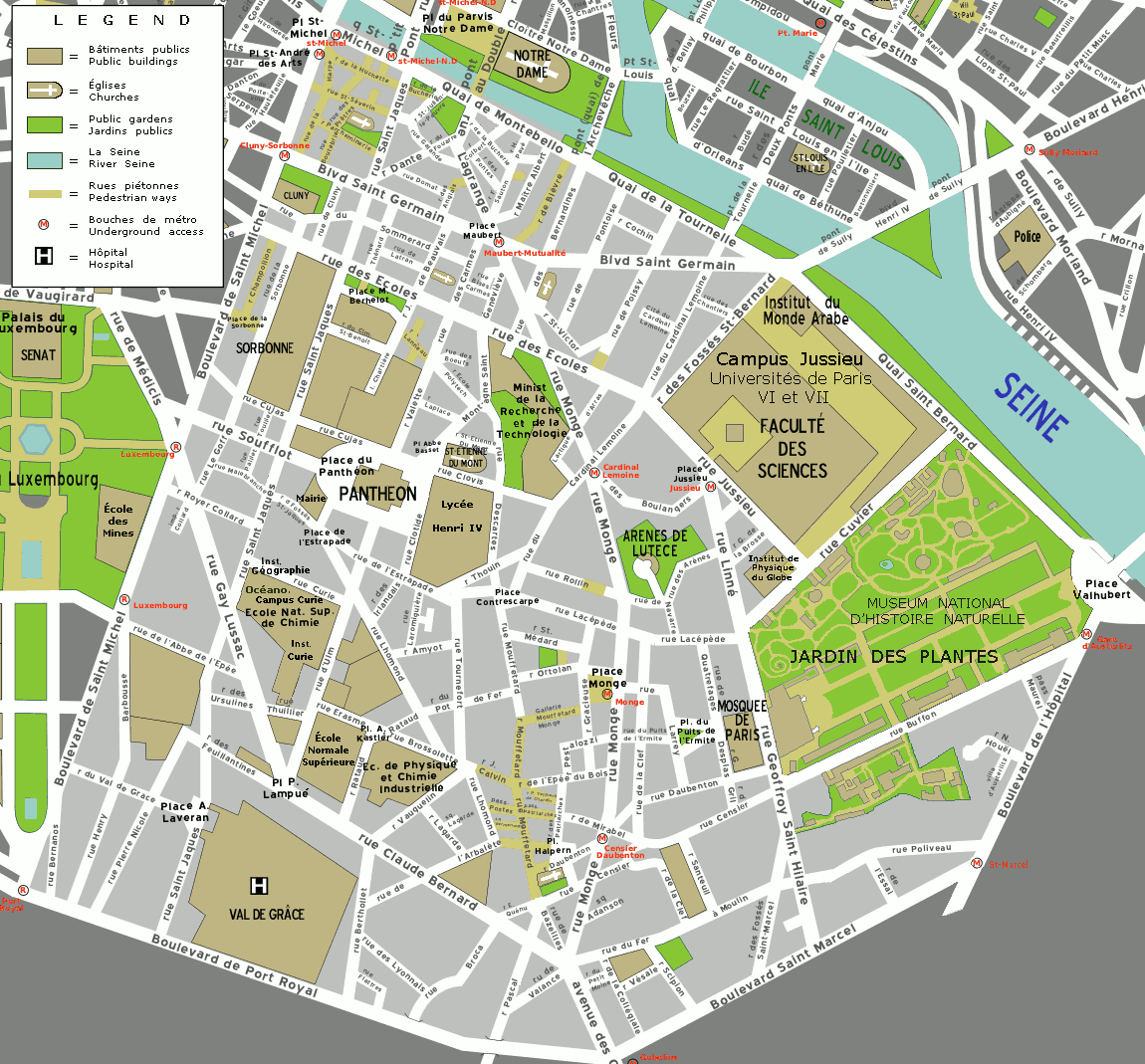
نقشه منطقه ۵ پاریس
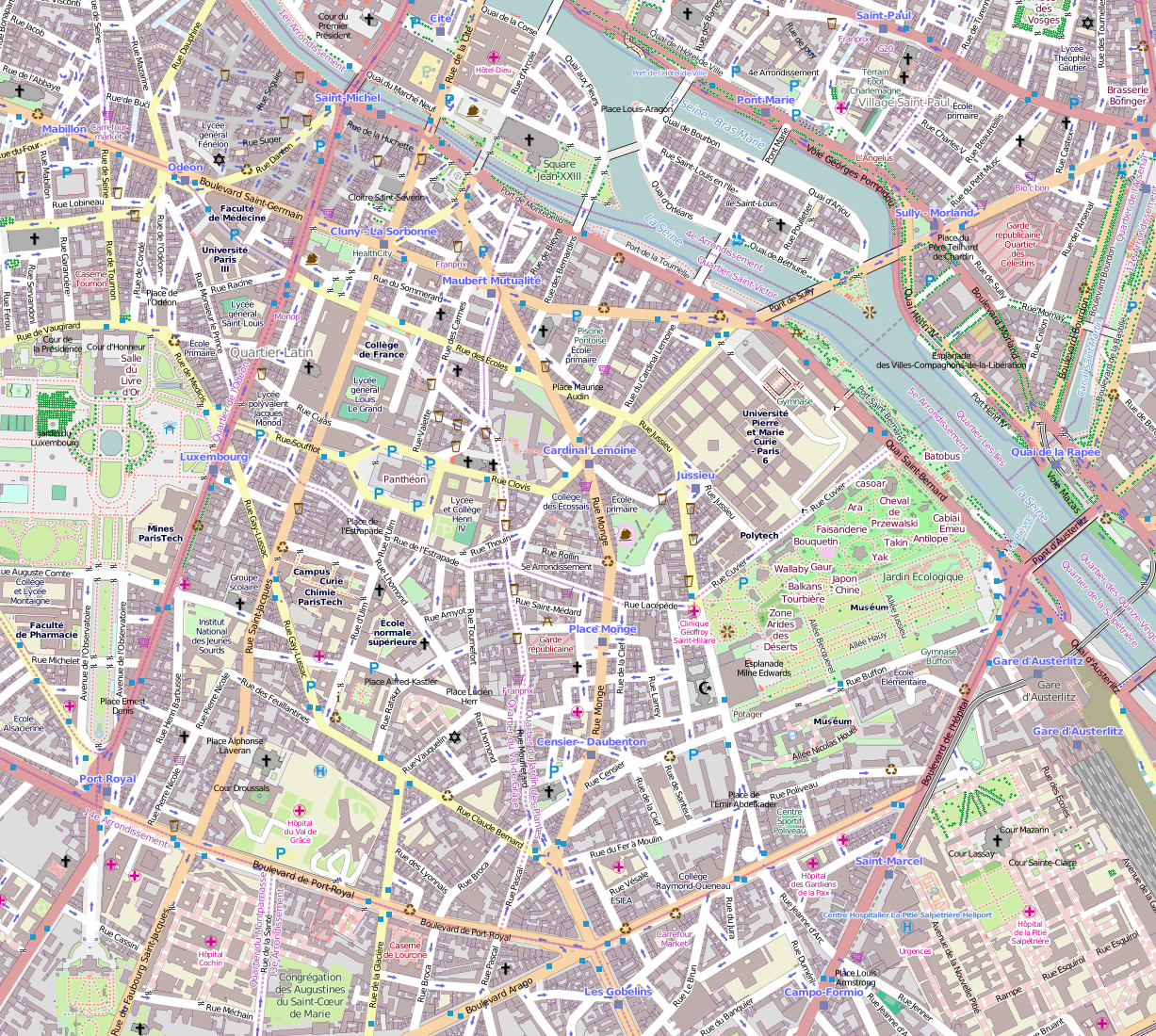
نقشه خیابان
محله‌های منطقه ۵ پاریس
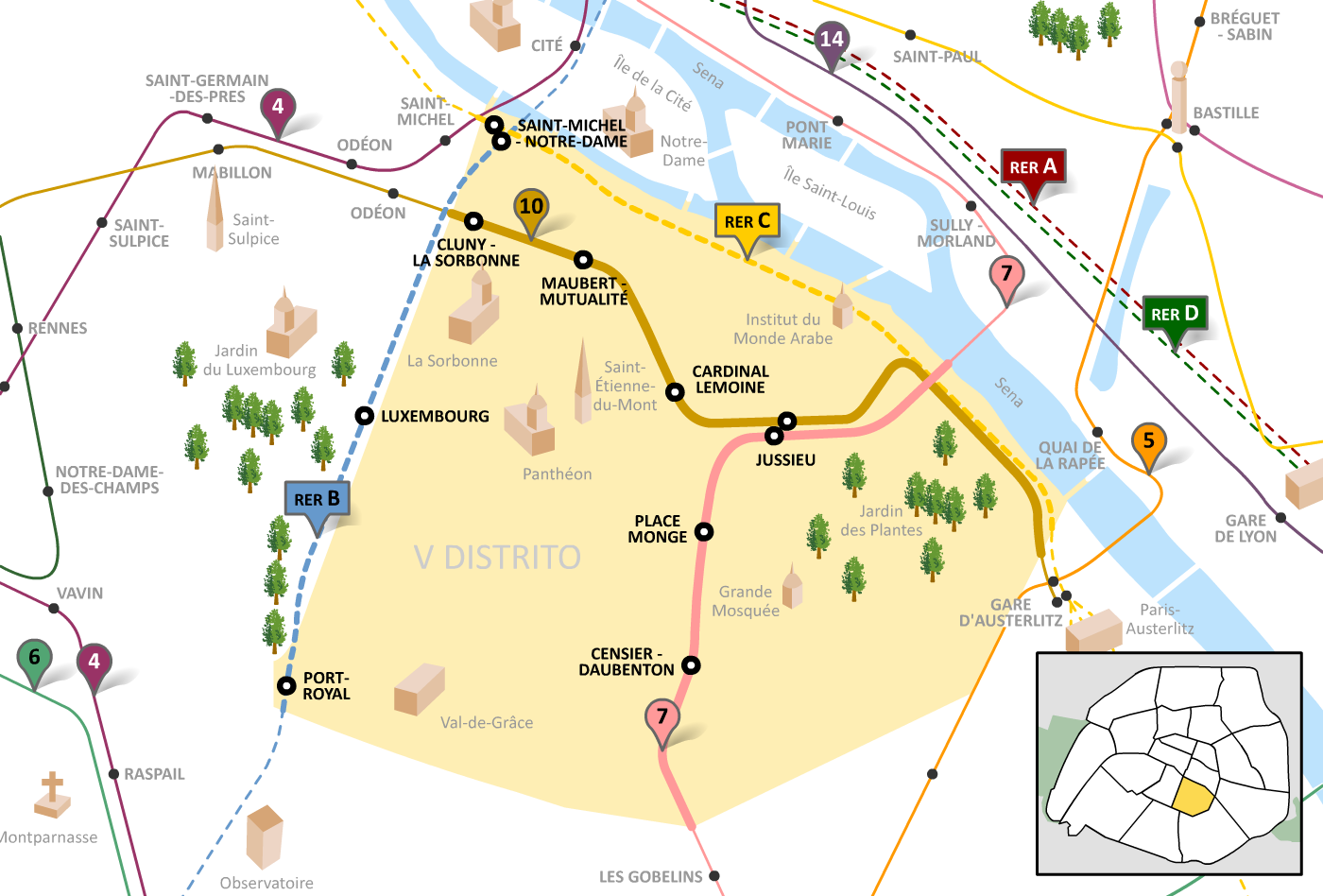
نقشه مترو منطقه ۵ پاریس